# 투르네라아과
투르네라아과(turnera亞科, 학명: Turneroideae 투르네로이데아이[*])는 시계꽃과의 아과이다.
크론퀴스트 분류 체계는 10개 속, 120여 종으로 구성된 투르네라과(Turneraceae Kunth ex DC.)는 제비꽃목으로 분류했지만, 2009년 기준으로 속씨식물 계통분류학 그룹은 APG III 분류 체계에서 이 과를 인정하지 않고, 시계꽃과에 포함시키고 있다.
일반적으로 투르네라과에 포함되었던 속은 Adenoa, Erblichia, Hyalocalyx, Loewia, Mathurina, Piriqueta, Stapfiella, Streptopetalum, Tricliceras (Wormskioldia), Turnera 등이 있다.
투르네라과에 속했던 대부분의 종은 열대 또는 아열대 관목으로 일부는 나무이다. 이 과에 속했던 종의 절반은 투르네라속에 속한다.

## 하위 분류
- 투르네라속(Turnera Plum. ex L.)
- Adenoa Arbo
- Afroqueta Thulin & Razafim.
- Erblichia Seem.
- Hyalocalyx Rolfe
- Loewia Urb.
- Mathurina Balf.f.
- Piriqueta Aubl.
- Stapfiella Gilg
- Streptopetalum Hochst.
- Tricliceras Thonn. ex DC.